# Idrottsföreningen Kamraterna Mariehamn 2017

## Stagione
Nella stagione 2017 l'IFK Mariehamn ha disputato la Veikkausliiga, massima serie del campionato finlandese di calcio, terminando il torneo al quinto posto con 49 punti conquistati in 33 giornate, frutto di 13 vittorie, 13 pareggi e 10 sconfitte. In Suomen Cup è sceso in campo a partire dal sesto turno, vincendo il girone D e qualificandosi ai quarti di finale, dove è stato eliminato dall'HJK. Ha partecipato alla UEFA Champions League 2017-2018 in qualità di vincitore della Veikkausliiga 2016, accedendo al secondo turno di qualificazione e venendo subito eliminato dai polacchi del Legia Varsavia.

## Organico

### Rosa
| N. |                        | Ruolo | Calciatore               |
| -- | ---------------------- | ----- | ------------------------ |
| 1  | Estonia (bandiera)     | P     | Andreas Vaikla           |
| 2  | Finlandia (bandiera)   | D     | Albin Granlund           |
| 3  | Finlandia (bandiera)   | D     | Kristian Kojola          |
| 4  | Svezia (bandiera)      | D     | Philip Sparrdal Mantilla |
| 6  | Finlandia (bandiera)   | D     | Petter Hemming           |
| 7  | Finlandia (bandiera)   | D     | Tommy Wirtanen           |
| 8  | Finlandia (bandiera)   | D     | Jani Lyyski              |
| 9  | Stati Uniti (bandiera) | C     | Brian Span               |
| 10 | Finlandia (bandiera)   | A     | Rezgar Amani             |
| 11 | Svezia (bandiera)      | C     | Robbin Sellin            |
| 14 | Svezia (bandiera)      | C     | Gabriel Petrović         |
| 15 | Kenya (bandiera)       | C     | Amos Ekhalie             |

| N. |                      | Ruolo | Calciatore             |
| -- | -------------------- | ----- | ---------------------- |
| 16 | Finlandia (bandiera) | D     | Aapo Mäenpää           |
| 17 | Finlandia (bandiera) | C     | Robin Sid              |
| 18 | Finlandia (bandiera) | C     | Joel Karlström         |
| 20 | Kenya (bandiera)     | C     | Anthony Dafaa          |
| 24 | Finlandia (bandiera) | P     | Johan Sundman          |
| 26 | Finlandia (bandiera) | C     | Joel Mattsson          |
| 30 | Finlandia (bandiera) | P     | Marc Nordqvist         |
| 33 | Finlandia (bandiera) | A     | Aleksei Kangaskolkka   |
| 55 | Svezia (bandiera)    | D     | Bobbie Friberg da Cruz |
| 88 | Rep. Ceca (bandiera) | C     | Filip Hlúpik           |
| 92 | Scozia (bandiera)    | P     | Craig Wight            |

## Risultati

### UEFA Champions League

#### Secondo turno preliminare
| Arbitro: | Andrew Dallas |

|  |           |                                                |
|  | Marcatori | 8’ (rig.) Guilherme 40’ D. Nagy 44’ Hämäläinen |

| Arbitro: | Tiago Martins |

|                                                                                      |           |  |
| Guilherme 6’ Kojola 37’ (aut.) Kucharczyk 40’, 54’ (rig.) Szymański 80’ Michalak 81’ | Marcatori |  |

## Statistiche

### Statistiche di squadra
| Competizione          | Punti | In casa | In casa | In casa | In casa | In casa | In casa | In trasferta | In trasferta | In trasferta | In trasferta | In trasferta | In trasferta | Totale | Totale | Totale | Totale | Totale | Totale | DR |
| Competizione          | Punti | G       | V       | N       | P       | Gf      | Gs      | G            | V            | N            | P            | Gf           | Gs           | G      | V      | N      | P      | Gf     | Gs     | DR |
| --------------------- | ----- | ------- | ------- | ------- | ------- | ------- | ------- | ------------ | ------------ | ------------ | ------------ | ------------ | ------------ | ------ | ------ | ------ | ------ | ------ | ------ | -- |
| Veikkausliiga         | 49    | 17      | 10      | 5       | 2       | 32      | 17      | 16           | 3            | 5            | 8            | 12           | 25           | 33     | 13     | 10     | 10     | 44     | 42     | +2 |
| Suomen Cup            | -     | 3       | 3       | 0       | 0       | 9       | 0       | 3            | 1            | 1            | 1            | 2            | 4            | 6      | 4      | 1      | 1      | 11     | 4      | +7 |
| UEFA Champions League | -     | 1       | 0       | 0       | 1       | 0       | 3       | 1            | 0            | 0            | 1            | 0            | 6            | 2      | 0      | 0      | 2      | 0      | 9      | -9 |
| Totale                | -     | 21      | 13      | 5       | 3       | 41      | 20      | 20           | 4            | 6            | 10           | 14           | 35           | 41     | 17     | 11     | 13     | 55     | 55     | 0  |